# Iglesia de San Cristóbal (Beget)
La iglesia de San Cristóbal es una iglesia de estilo románico catalán situada en el pueblo de Beget en el municipio de Camprodón (Ripollés, provincia de Gerona, Cataluña, España). Fue declarada Bien Cultural de Interés Nacional y se encuentra incluida en el Inventario del Patrimonio Arquitectónico de Cataluña.

## Situación
La iglesia está situada en la entrada de Beget. Se accede desde la carretera C-38 de Camprodón en Coll de Ares. En el km. 13,5 (42 ° 19 '39.88 "N, 2 ° 23' 51.96" E) sale la carretera asfaltada GIV-5323 que a poco más de 14 kilómetros lleva al pueblo.

## Descripción

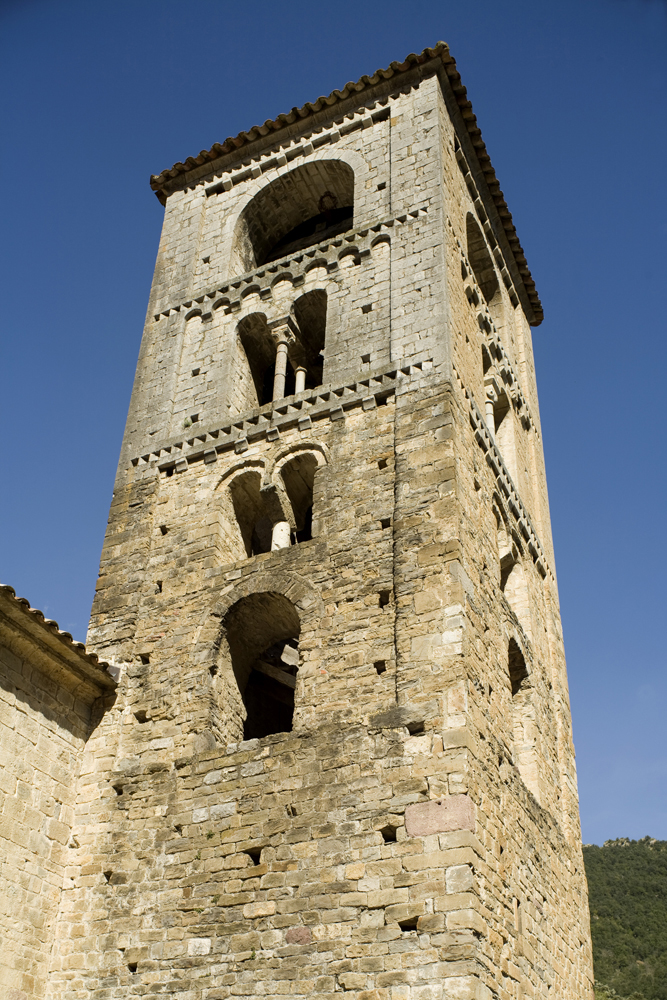
Torre del campanario

Románico, el templo de Beget es un edificio de una sola nave, con arcos torales, y ábside semicircular. Está cubierta por bóveda de cañón apuntada, que arranca de una cornisa que recorre los muros. A ambos lados de la nave, en el tramo más cercano al presbiterio, se abren sendas pequeñas capillas que sobresalen un poco en el exterior. En este primer tramo, las bóvedas y los arcos torales son decorados con pinturas de Joaquín Vayreda (1890) que quieren imitar las pinturas románicas. La puerta de acceso, a mediodía, está formada por cinco arquivoltas en degradación, que se apoyan sobre dos columnas a cada lado, las exteriores con el fuste liso, y las interiores con estrías (una de las columnas tiene las estrías helicoidales). Las columnas están coronadas por sendos capiteles bastante erosionados, representando una fauna mitológica. El tímpano es liso y el friso rectangular. El ábside, a levante, es decorado exteriormente por un friso en dientes de sierra, bajo el cual hay una serie de arcos ciegos de tradición lombarda que descansan sobre ménsulas. Centrar el ábside una ventana con doble arco en degradación, el más exterior sostenido por un par de columnas a cada lado. Está hecho de sillares bien tallados y la cubierta es de tejas y el deambulatorio contiene rica decoración de santos.

## Torre del campanario
Adosado al lado sur está la torre del campanario, magnífico ejemplar de románico lombardo, de cuatro pisos separados por frisos en dientes de sierra. La planta baja (y el primer piso, para algunos historiadores) corresponde a un templo anterior, posiblemente del siglo X. El primer piso tiene dos niveles de ventanas superpuestas y es construido con sillares bastante pequeños e irregulares. Los dos cuerpos superiores del aparato constructivo son bastante más grandes y regulares, con aberturas germinadas y son del siglo XII. Está adornado con arcos lombardos en el tercer piso y las aberturas están en las cuatro paredes. Las ventanas de los pisos centrales son geminadas. El interior de la iglesia se conserva prácticamente intacto desde hace siglos (la Guerra Civil Española no le afectó). La pila bautismal de inmersión, es de época románica y se conserva en el interior del templo. Está decorada por dos acordonamientos horizontales, las direcciones de los cuales son opuestas. Mide 120 centímetros de diámetro. Según Ramón Vinyeta "se puede considerar uno de los ejemplos más relevantes de este estilo en las comarcas pirenaicas". Se puede contemplar la imagen de la Virgen de la Salud, de alabastro policromado, realizada entre los siglos XIV y XV y la talla románica policromada del Cristo Majestad del siglo XII.

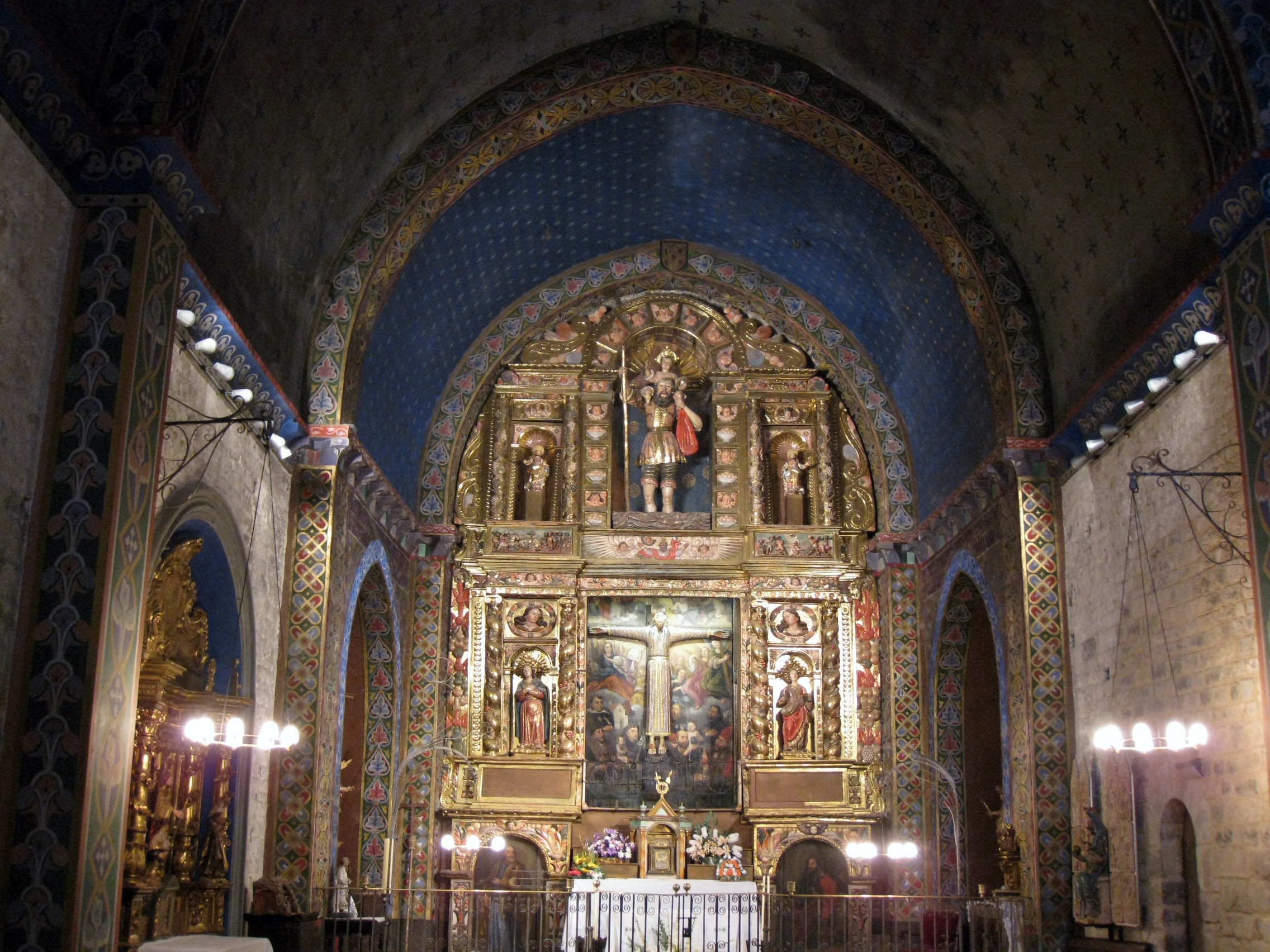
Interior: retablo con la Majestad en el centro

## Noticias históricas
Aunque Beget depende administrativamente del municipio de Camprodón (en el Ripollés), forma parte geográficamente de la Alta Garrocha. Se llega por una pequeña carretera de unos catorce kilómetros, que sale a unos dos kilómetros de la carretera de Camprodón a Molló. La iglesia de Beget, dedicada a San Cristóbal, es un ejemplo bastante elaborado de arquitectura románica rural, construida en su mayor parte a finales del siglo XII o ya a inicios del siglo XIII. La primera noticia documental referente al templo de Beget se encuentra en el testamento del conde-obispo Miró, otorgado en el año 979, al ceder al monasterio de San Pedro de Camprodón un alodio en el valle de Beget. Posteriormente figura numerosas veces en la documentación, pero siempre como una posesión del obispado de Gerona. Se sabe que en el año 1013, el monasterio de San Pedro de Camprodón compró el alodio de Beget y edificó una iglesia. En 1160, la iglesia de Beget fue dada a Gerona por Arnau de Llers y que en 1168 es citada ya como parroquia. Los altares barrocos que aún se conservan fueron pagados por el rector Genís Labrador y de Pol, hijo de Ultramort, en el Ampurdán, que fue rector de Beget a finales del siglo XVIII por espacio de más de cuarenta y cinco años. Se sabe que en 1787 fueron rehechos el presbiterio y el altar mayor. Quizás de entonces son también los retablos laterales, empotrados en oberturas de medio punto practicadas en los muros románicos. Las pinturas de tradición románica del arco triunfal y de la nave son obra del famoso pintor olotino Joaquim Vayreda i Vila, trabajo ejecutado a finales del siglo XIX, cobrando la cantidad de mil trescientas una pesetas con veinte y cinco céntimos.